# 大阪城東郵便局
大阪城東郵便局（おおさかじょうとうゆうびんきょく）は、大阪府大阪市城東区にある郵便局。民営化前の分類では集配普通郵便局であった。

## 概要
住所：〒536-8799 大阪府大阪市城東区今福東3-16-23
城東区と鶴見区との区境に面する。

### 分室
- 今里分室

住所：〒537-0011 大阪市東成区東今里三丁目13-11（東成郵便局内）
東成郵便局の社屋とは建屋が別になっており、城東区と鶴見区宛のゆうパックの到着区分作業の拠点であるため、ゆうゆう窓口は設置されない。

### 併設施設
- ゆうちょ銀行大阪城東店（大阪支店大阪城東出張所）：取扱店番号410050

## 沿革
- 1932年（昭和7年）10月1日 -　鯰江郵便局から旭郵便局に改称[1]。
- 1943年（昭和18年）4月1日 -　旭郵便局から大阪城東郵便局に改称[2]。
- 1957年（昭和32年）9月1日 - 電話通話および和文電報受付事務の取扱を開始[3]。
- 1969年（昭和44年）7月14日 - 城東区蒲生町四丁目から同区今福北五丁目に移転。
- 1990年（平成2年）3月23日 - 花の万博の開催に合わせ、大阪市周辺の主な郵便局40局において、風景印を花をかたどった変形印に変更（当局は城東区の花であるコスモス）。
- 1993年（平成5年）7月1日 - 外国通貨の両替および旅行小切手の売買に関する業務取扱を開始。
- 2007年（平成19年）10月1日 - 民営化に伴い、併設された郵便事業大阪城東支店、ゆうちょ銀行大阪城東店に一部業務を移管。
- 2012年（平成24年）10月1日 - 日本郵便株式会社発足に伴い、郵便事業大阪城東支店を大阪城東郵便局に統合。
- 2022年（令和4年）4月1日-かんぽサービス部を設置。

## 取扱内容

### 大阪城東郵便局
- 郵便、印紙、ゆうパック、内容証明
- 生命保険、バイク自賠責保険、自動車保険
- 地方公共団体事務（大阪市ごみ処理券の販売、市バス・地下鉄優待乗車証の交付）
- 大阪市城東区内（〒536-xxxxの区域）および鶴見区内（〒538-xxxxの区域）の集配業務、東成区内と中央区一部域の取集業務。
- ゆうゆう窓口

### ゆうちょ銀行大阪城東店
- 貯金、貸付、為替、振替、振込、国際送金、外貨両替、国債、投資信託、変額年金保険
- ATM

## 風景印
- 図柄はコスモス型の変形印に鶴見緑地の風車と城北運河。局名表記は「大阪城東」
- 使用開始日は1990年（平成2年）3月30日

## 周辺
- イオンモール鶴見緑地
- 大阪産業大学附属中学校・高等学校
- アサヒペン 本店・大阪本社
- 関西スーパー 今福店
- Osaka Metro長堀鶴見緑地線 今福鶴見駅

## アクセス
- Osaka Metro長堀鶴見緑地線 今福鶴見駅から徒歩約4分
- 大阪シティバス 地下鉄今福鶴見停留所下車
- 阪神高速森小路線 森小路出入口から南東へ約2km
- 国道479号沿い
- 駐車場あり：5台